# 전진국
전진국(1957년 4월 3일~)은 대한민국의 언론인이며, 경기대학교 예술대학원 교수로 재직하였다.

## 학력
- 계성고등학교
- 고려대학교 영어영문학과 학사
- 고려대학교 언론대학원 석사과정 수료 (신문방송학 전공)

## 경력
- 1985.04 KBS 예능본부 PD
- 1998.12 KBS TV2국 차장
- ~2002.7 KBS 예능본부 차장
- 2002.07~2004.02 KBS 대구방송총국 편성제작팀장(부장급)
- 2004.02~2004.08 KBS TV제작본부 예능운영팀장
- 2004.08~2007.09 KBS 예능본부 편성기획팀장(국장급)
- 2007.09~2009.09 KBS 창원방송총국장
- 2010.06~2012.12 KBS 예능본부 본부장
- 2012.12~2013.06 KBS 편성센터 총괄팀장
- 2013.07~2014.08 KBS 편성본부장
- 2014.09~2015.11 KBS 아트비전 사장
- 2015.12~2017.07 KBS 부사장
- 2017.11~2021.08 경기대학교 예술대학원 K-컬처 융합학과 교수
- 자유한국당 당대표 특별보좌역 (언론·홍보 분야)
- UCI 사외이사
- 2021.09~2022.08 우송대학교 엔디컷 자유전공학부 교수
- 2022 새미래포럼 회장
- 경북문화재단 선임직 이사
- 2024.01~ CGN 대표이사

## 연출한 프로그램
- 열린음악회
- 사랑의 리퀘스트
- 가족오락관
- 빅쇼
- 지구촌 영상음악
- 부부클리닉 사랑과 전쟁 (편성 기획)
- 위기탈출 넘버원 (편성 기획)

## 수상 경력
- 보건복지부장관상 불우아동결연사업유공
- 국민포장 사회발전아동복지유공표창
- 제7회 대한민국 연예예술대상 예총회장상
- 제12회 대한민국 전통가요대상 방송부문 대상

## 저서
- 2013년 《콘텐츠로 세상을 지배하라》: 쌤앤파커스